# Swampscott
Swampscott est une ville des États-Unis, dans le Massachusetts, Comté d'Essex, fondée en 1629 et incorporée en 1852. 

## Personnalités liées à Swamspcott
- Walter Brennan, acteur américain, y est né.
- Lesley Stahl, journaliste américaine, y est née.
- Elihu Thomson, inventeur américain, y est décédé.
- Mabel Wheeler Daniels, cheffe d'orchestre américaine, y est née.